# Raise & Revolt
Raise & Revolt è il quinto album in studio realizzato dal disc jockey e produttore discografico olandese Angerfist.

## Tracce
Disco 1
1. The Game
2. Conspiracy (Thorax Remix)
3. Raise & Revolt (con MC Nolz)
4. Afraid of Me (con Dyprax)
5. Circus Circus
6. Repercussion (con Radical Redemption)
7. Fight with Anger (con Neophyte; feat. MC Alee, MC Diesel)
8. Masters of the Great Conspiracy (con Radical Redemption)
9. Perfect Fury (The Outside Agency Remix)
10. Hurricane for My Brain (con Negative A)
11. The Envy
12. The Leatherface (con MC tha Watcher)
13. Blast at You (con Crossfiyah)
14. Lose Yo Calm
15. Caveman (con Dr. Peacock)

Disco 2
1. Chronic Disorder (di Menace II Society)
2. Criminally Insane
3. From the Blackness
4. Take You Back
5. Maniac Killa
6. Bonified Alkoholik Muzik Making Muthafucka
7. Raise Your Fist
8. Cannibal
9. Broken Chain (con Crucifier)
10. Bad Attitude
11. Knock Knock
12. The Deadfaced Dimension (con MC Nolz)
13. Riotstarter
14. Dortmund '05
15. Strange Man in Mask
16. In a Million Years
17. Bite Yo Style
18. Legend (con Predator)
19. Radical
20. No Fucking Soul (con Vince)
21. Dance with the Wolves
22. Burn This MF Down
23. Cast of Catastrophe (Official Dominator Anthem) (con Outblast; feat. MC tha Watcher)
24. Street Fighter
25. The Voice of Mayhem (con Outblast, MC tha Watcher)
26. Santiago (con Miss K8)
27. Wake Up Fucked Up (con Negative A)
28. The Switch (con Predator)
29. Right Through Your Head
30. Incoming
31. Gas Met Die Zooi (con Denekamps Gespuis) (Tha Playah Remix)
32. And Jesus Wept
33. Retaliate
34. Somewhere Down the Lane (di Roland & Sherman)
35. Yes (Drokz Remix)
36. Inframan (con Dr. Peacock)
37. Messing with the Wrong Man
38. Fuck the Promqueen (Remastered 2011 Edit)
39. Loser